# Hoisana Halli, Shimoga
Hoisana Halli là một làng thuộc tehsil Shimoga, huyện Shimoga, bang Karnataka, Ấn Độ.